# Asociación de Trabajadores de Centros de Atención e Información de la Seguridad Social
La Asociación de Trabajadores de Centros de Atención e Información de la Seguridad Social, también conocida por sus siglas ATCAISS, es una asociación sindical, creada en 2003[cita requerida] por trabajadores de los  Centros de Atención e Información de la Seguridad Social (CAISS) con el fin de mejorar sus condiciones laborales tal como figura en sus Estatutos. Está compuesta por funcionarios del Instituto Nacional de la Seguridad Social (INSS), destinados en puestos de información al público.
En junio de 2007, protagonizaron 4 días de huelga como consecuencia del deterioro de las condiciones de trabajo de los informadores al público y prosiguió con una serie de movilizaciones que desembocaron en la convocatoria de una huelga indefinida, de 3 días semanales, a partir del 15 de octubre del mismo año. Este hecho constituye un hito sin precedentes en la historia de la Seguridad Social Española, al ser el único sindicato que ha sido capaz de movilizar a un colectivo de funcionarios en una huelga de tan larga duración, cinco semanas.